# Sara Larsson (fotbollsspelare)
Sara Margareta Larsson, sedan 2015 Sara Mattsson, född 13 maj 1979 i Kristinehamn, är en svensk före detta fotbollsspelare. Larsson spelade mittback och representerade Sverige i OS 2000, EM 2001, VM 2003, OS 2004, EM 2005, VM 2007, OS 2008, EM 2009 och VM 2011.

## Klubbar
- Villastadens IF i Kristinehamn (moderklubb)
- Malmö FF (1998-2004)
- Linköpings FC (2005-2009)
- St Louis Athletica (2009)
- Philadelphia Independence (2010)
- KIF Örebro DFF (2011-2013)[3]